# Enric Moner Castell
Enric Joaquim Joan Moner Castell (Figueres, Alt Empordà, 1900 – Hradištko, Txèquia, 1945) va ser un pagès, venedor de cavalls i membre de la Resistència francesa que va viure a França, fugit del servei militar obligatori espanyol. Durant la Segona Guerra Mundial, com a membre de la Resistència Interna, va fer feines de passador entre França i Espanya. Detingut per la Gestapo, va ser assassinat en un camp de concentració nazi.

## Origen i primers anys

### Infància i joventut
Enric Moner va néixer el 18 d'agost de 1900 a Figueres (Alt Empordà), al número 88 del carrer de Sant Pau, dins una família de pagesos humils. De petit no va anar a escola, ja que havia d'ajudar els seus pares, Josep Moner (Vilafant, Alt Empordà, 1859), traginer, i Mariana Castell (Sant Marçal, Rosselló, Catalunya del Nord,1862).
Va ser cridat al servei militar als 21 anys; llavors no sabia llegir ni escriure, per la qual cosa al seu expediente militar van haver de signar només els testimonis. Com que el seu pare tenia més de 60 anys, va sol·licitar una pròrroga d'incorporació a l'exèrcit, argumentant que el manteniment del seu pare era responsabilitat seva. Denegada la pròrroga, Enric Moner va decidir fugir-ne i va travessar la frontera francesa amb els seus pares, el juliol de 1921.

## Contratemps d'un fugitiu
Inicialment, tant els pares com l'Enric es van traslladar a casa d'un familiar. Al cap d'unes setmanes, el 13 d'agost de 1921, la policia municipal de Figueres va enviar una sol·licitud d'informació al cònsol espanyol a Perpinyà, demanant informació d'on parava l'Enric Moner. Aleshores, però, vivia a la població del Voló (Rosselló, Catalunya del Nord), tal com queda reflectit al padró municipal de 1921. Hi apareixen canviat l'any de naixement (1901) i el seu nom afrancesat (Henri), probablement per motius de seguretat o per confondre les autoritats.

### Matrimoni i família
Enric Moner es va casar amb Teresa Barris Mundet (Agullana, Alt Empordà, 1900) el 7 d'agost de 1921. Al Voló, van tenir un fill, Josep (1922), i quatre filles, Enriqueta (1924), Fernanda (1926), Cecília (1928) i Dolors (1932).

### Intent de retorn a casa
Durant la Segona República Espanyola, el 4 d'octubre de 1934, Enric Moner i la seva família van tornar a Figueres. El fill petit Enric hi va néixer el 1936.
Per a guanyar-se el pa a Figueres, va començar a treballar com masover a la masia Mas Ferrer, propietat d'en Josep Tutau i Estruch, un gran propietari de terres de la localitat. Quan va morir el patró, la seva vídua, Sara Jordá Guanter, en va prendre la direcció. Per discrepàncies sobre la renda a pagar, va portar a judici a l'Enric Moner. A més, l'ambient d'incertesa per la guerra provocada sublevació franquista va empènyer l'Enric i la seva família de nou cap a l'exili, tornant a França en 1938. Mesos després, el 18 de gener de 1939, la família Moner va rebre de la Sotssecretaria del Ministeri de Defensa l'ordre de decomís de la masia Mas Ferrer, com a conseqüència de la via judicial interposada per Sara Jordá.

### Un altre cop a França
La família Moner va tornar a viure al Voló; n'hi ha proves que les seves filles van assistir a l'escola local. Aquesta escola va haver de ser clausurada, com molts edificis públics de Catalunya del Nord, quan al febrer de 1939 la Segona República va perdre el front català, per a poder donar recer als més de 450.000 exiliats. La Retirada va ser el nom d'aquella onada de gent que va fugir de la venjança del franquisme.
Aleshores, Enric Moner feinejava com a traginer, segons es desprèn del certificat de naixement de la seva filla Henriette, i vivia amb la seva família en Morellàs i els Illes, al barri Mas de la Prada, a uns 10 km del Voló.

## Resistència

### XarxaLéon, movimentCombat
Segons les dades conservades per l'exèrcit francès (Service Historique de la Défense, SHD), Enric Moner va començar a participar en la Resistència francesa al març de 1941. Inicialment va treballar en una xarxa anomenada Léon, que posteriorment s'integraria en el moviment Combat de resistència interna, oficialment Résistance Intérieure Française (RIF). Com que coneixia pam a pam tots els amagatalls de la frontera catalana —quan va viure a Figueres entre 1934 i 1938, li portava cavalls a través de la frontera al patró Josep Tutau i Estruch—, feia feina de mugalari, especialment per fer passar de França a Espanya pilots aliats d'avions abatuts en territoris ocupats pels nazis i joves francesos que volien allistar-se a l'exèrcit lliure que s'estava formant a Àfrica del Nord.

### Detenció
En una de les missions de la resistència, mentre esperava alguns que volien travessar la frontera, Enric Moner va ser arrestat per la Gestapo, el 2 d'abril de 1943, a la carretera que va de Morellàs i les Illes a Vivers (Rosselló, Catalunya de Nord). De seguida va ser empresonat en el fort de Perpinyà, on va romandre fins al 27 d'abril, quan va ser enviat al fort de Romainville (Les Lilas, Sena Saint-Denis, Illa de França).
Més tard, acabada la guerra el 1947, es va descobrir que Moner va ser denunciat per la intèrpret col·laboracionista Edwige Schorer. Aquesta col·laboracionista va sembrar el pànic en tota la comarca, ja que participava, pistola en mà, en les ràtzies de la Gestapo.

## Del camp de detenció a la deportació

### Compiègne, primer pas
Enric Moner va estar en el fort de Romainville fins al 6 de maig de 1943, per a passar després al recinte de Compiègne. La zona del fronstalag 122 estava formada pel fort de Romainville i el recinte de Compiègne. Des d'allí, va escriure un parell de vegades per correu a la família, demanant que li enviessin el que podien.
El 17 de gener de 1944 va sortir del recinte de Compiègne en un comboi de tren cap al camp de concentració de Buchenwald. En vagons per al bestiar, van ser deportats 1.943 homes, dels quals 232 eren republicans espanyols. El viatge del comboi va durar tres dies llargs, després de diversos intents de fuita de part dels deportats. Per això, com a càstig, els agents van alliberar un vagó i van repartir als seus presoners entre els altres cotxes. En un viatge de tres dies, els presos només van rebre menjar una vegada. Hi van arribar el 19 de gener de 1944.

### De Buchenwald a Flossenbürg
Un mes després, el 22 de febrer de 1944, Enric Moner va ser traslladat al camp de concentració de Flossenbürg. Allà el van registrar amb el nom «Henri Mone». En la fitxa dels seus béns, Effektenkarte, apareixen les poques coses que portava damunt: un casquet, un abric, una levita, dos pantalons, un jersei, tres camises, un parell de calçotets, un parell de sabates, uns mitjons i uns calçons. Li van assignar el número de matrícula 6448.

### Hradištko
Només després de dues setmanes a Flossenbürg, el 3 de març de 1944 va ser traslladat a un satèl·lit o kommando situat a 40 km de Praga, a l'àrea de Hradištko. Aquesta data serà l'última referència documentada de l'Enric.
El kommando de Hradištko es trobava a la vora del riu Vltava, dins d'una zona d'entrenament de la SS. Els nazis van expulsar a la població de la vall per a poder bastir el camp.
La feina dels deportats va ser construir defenses antitancs, amb les quals els nazis pretenien retardar al màxim l'atac soviètic, o de descarregar els materials portats als trens.

### Mort
Gràcies a la declaració de dos deportats supervivents del camp de Hradištko, fetes en diferents moments per Josep Casanovas i Louis Monet, es va saber que Enric Moner va ser assassinat a trets el 9 d'abril de 1945, a la carretera que porta al poble de Závist, poc després de sortir del camp. Aquests testimoniatges van ser escrits en l'ambaixada francesa de Praga, uns dies després de l'alliberament del camp.
Més tard, el 1950, el mateix Louis Monet va enviar una carta a la família Moner informant d'aquest tràgic succés. Gràcies a això, la família va poder accedir a les compensacions donades pels estats de França i Alemanya.

## Memòria
La memòria d'Enric Moner la va conservar la seva filla Henriette Moner durant molt de temps. Quan van arrestar el seu pare, Henriette va entrar a la Resistència, per continuar la seva feina, cosa per la qual acabada la guerra va rebre l'agraïment del Regne Unit.
El dossier que han guardat els familiars ha permès conservar la memòria i l'única foto coneguda d'Enric Moner, que apareix al cap d'aquest article.

### Cendres a Praga
Els cossos d'Enric Moner i alguns deportats assassinats en el camp de Hradištko van ser incinerats al Stransnice Crematoriumn de Praga. De fet, al no disposar d'incineradora el kommando de Hradištko, i en estar cada vegada més a prop els soviètics, els membres de la SS van traslladar els cadàvers dels presoners assassinats del 9 a l'11 d'abril a la incineradora civil de Praga, entre ells el d'Enric Moner.
Els responsables de la incineradora, František Suchý –pare i fill del mateix nom– van refusar de complir el mandat dels nazis: en lloc de barrejar i eliminar les cendres en un sol munt, les van desar en sengles caixes de metall i en van fer un registre minuciós.

### Agraïment del Regne Unit
En acabar la guerra, la família va rebre una carta d'agraïment del govern del Regne Unit, per la feina feta ajudant al pas de soldats aliats a l'altre costat de la frontera.

### Morellàs i les Illes
Al cementiri de Morellàs i les Illes (en francès Maureillas-las-Illas, Vallespir, Catalunya del Nord), on va viure l'Enric amb la seva família, hi ha un monòlit commemoratiu dels morts en les dues guerres mundials. Pegat en un lateral, hi ha una placa en memòria d'Enric Moner (amb l'escriptura francesa del seu nom, Henri) i altres quatre persones, amb el títol de «À la mémoire des victimes de la barbarie nazie 1939 - 1945».

### Figueres
A la localitat natal d'Enric Moner, a Figueres, el 9 d'octubre de 2021 es va posar un stolpersteine o llamborda, per decisió de la Generalitat i de l'Ajuntament, enfront del portal 88 del carrer Sant Pau, on va viure Moner. En el projecte d'instal·lació d'aquest stolpersteine van participar l'associació Triangle Blau i la iniciativa «Grup de Treball, Exili Deportació de l'Alt Empordà (Centres d'Educació Secundària)».

### Recerca
La recerca sobre la vida i mort d'Enric Moner ha estat possible gràcies a la col·laboració de diferents associacions: Fils et Filles de Républicains Espagnols et Enfants de l’Exode (FREE), Amicale des Anciens Guérilleros Espagnols en France – Forces Françaises de l’Intérieur, Associació per a la Preservació i Difusió de la Memòria Històrica i Associació per la Recuperació de la Memòria Històrica de l'Exili Republicà (ARMHER). El 2020 es va constituir un grup de treball per a donar informació puntual de la recerca als familiars d'Enric Moner.

### Homentage a Praga

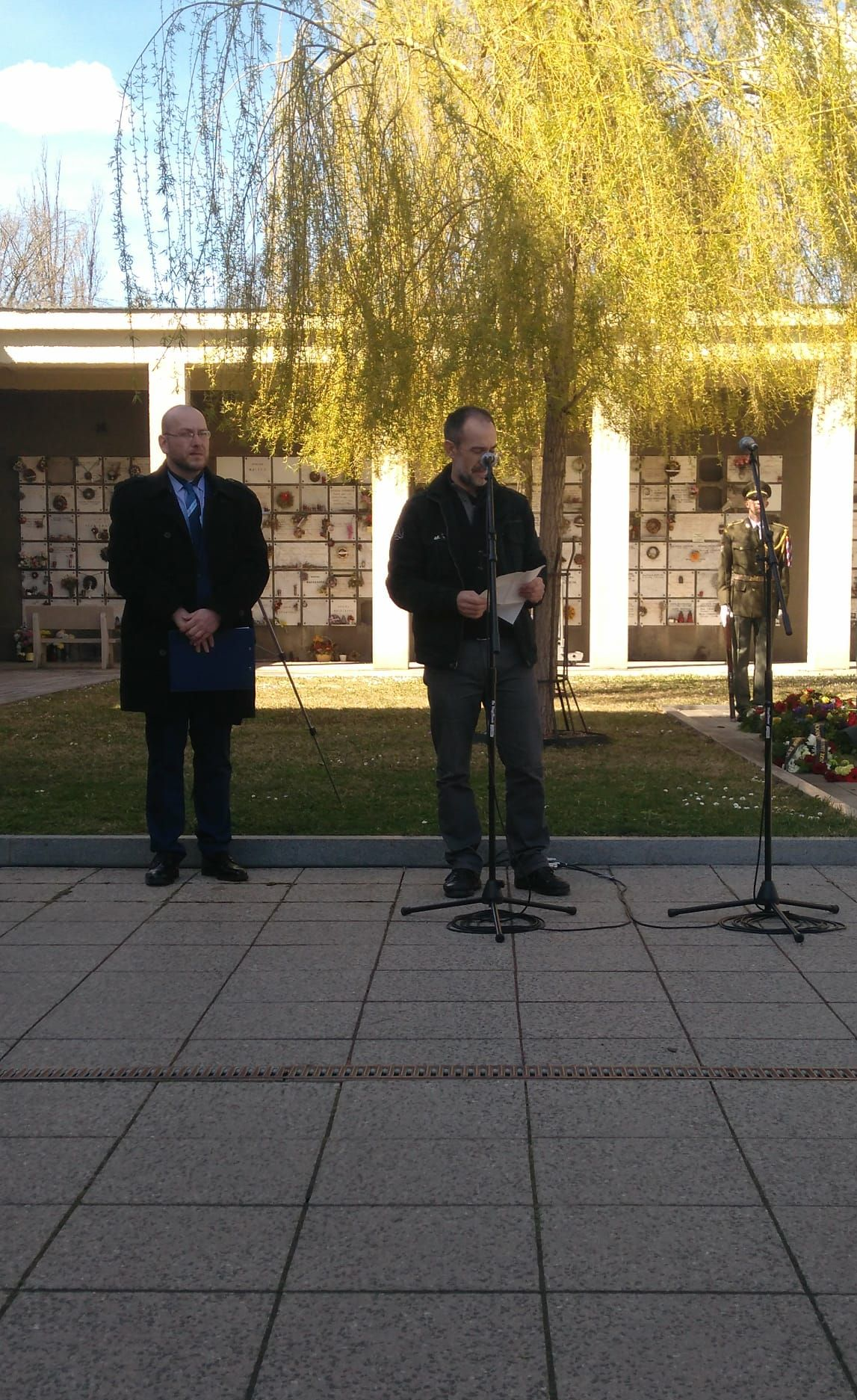
L'investigador Unai Egia, parlant a l'acte de Praga.

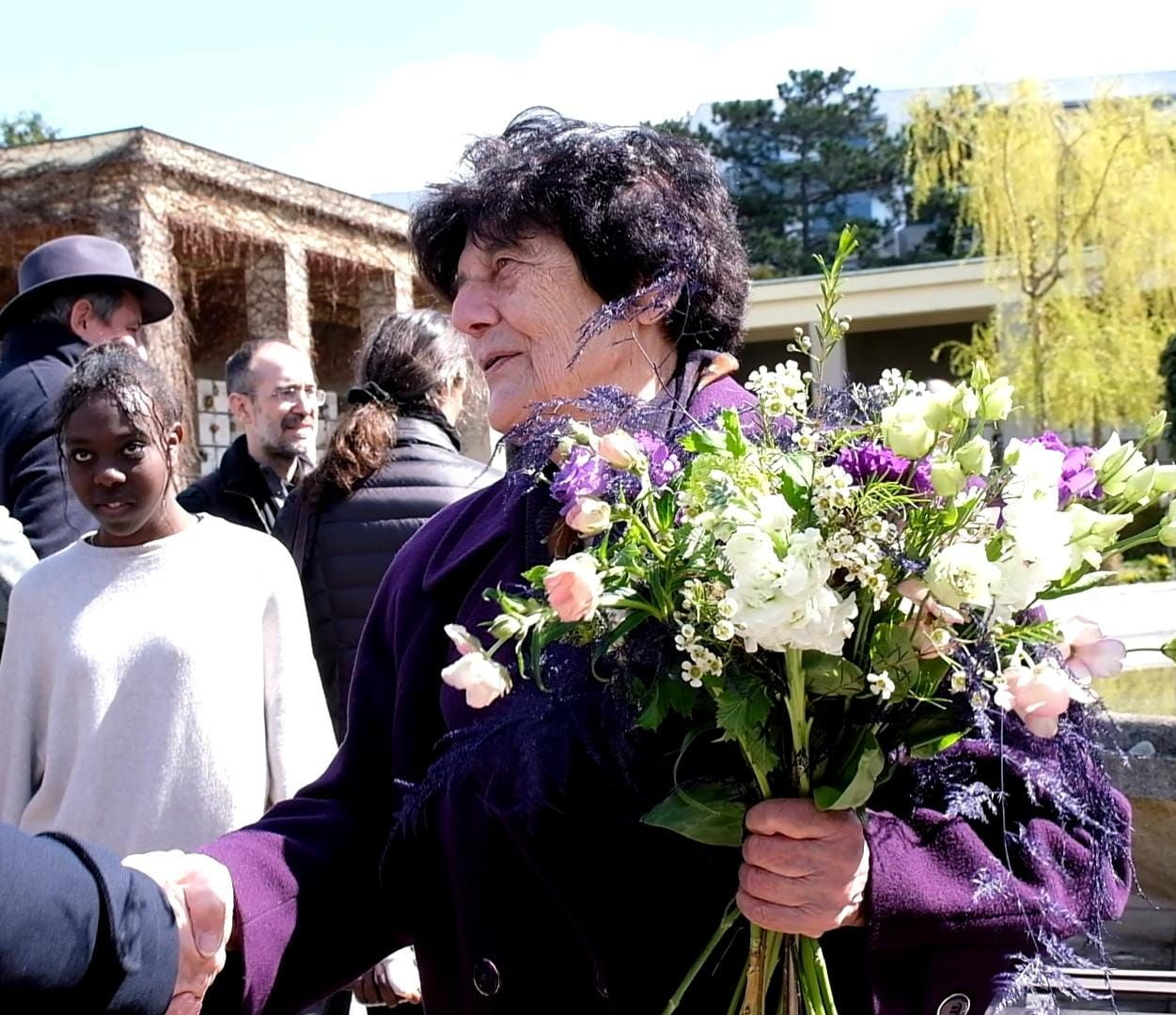
Eva Suchá, vídua de František Suchý.

Al lloc on va estar la incineradora de Strašnic, a Praga, es va celebrar un acte d'homenatge, l'11 d'abril de 2022, impulsat per l'equip de memòria dels deportats al camp de Hradištiko. Quan es complien 77 anys de la mort d'aquests deportats, l'acte hi va reunir unes 150 persones entre familiars, historiadors, representants del govern txec, dels ajuntaments de Praga i Hradištko, del memorial de l'àrea de KZ-Gedenkstätte Flossenbürg, de les ambaixades espanyola, francesa i alemanya a Praga, dels governs basc i de les Illes Balears, de l'ajuntament d'Alberic i de l'Institut Cervantes. També hi va assistir Eva Suchá, vídua de František Suchý, encarregat de la incineradora de Strašnic. L'endemà, 12 d'abril, les famílies van fer una ofrena floral a Hradištiko als deportats morts.

A més d'Enric Moner, en l'acte també es va fer homenatge als deportats Anjel Lekuona, Pedro Raga, Antonio Medina, Rafael Moyà i Vicente Vila-Cuenca. Els sis van ser assassinats el mateix dia, 9 d'abril de 1945, en la carretera de Hradištiko a Krňany, a Třebšín.